# 洛津山
42°33′40″N 23°35′49″E / 42.561°N 23.597°E
洛津山是保加利亞的山峰，位於該國西部索菲亞市州，屬於斯雷那山脈的一部分，長15公里、寬10公里，面積80平方公里，海拔高度1,190米。